# Ana Céspedes
 Ana Silva Céspedes Lugo – peruwiańska zapaśniczka walcząca w stylu wolnym. Srebrna medalistka mistrzostw Ameryki Południowej w 2014 roku.